# ولسوالی دامان
دامان یکی از ولسوالی‌های ولایت قندهار در جنوب خاوری افغانستان است. جمعیت آن در سال ۲۰۰۶ میلادی، ۲۴۸۰۰ نفر اعلام شده است.